# Gare de Maro
La gare de Maro est une gare ferroviaire burkinabé de la ligne d'Abidjan à Ouagadougou, située à proximité du centre-ville de la commune rurale de Maro dans la province du Tuy de la région des Hauts-Bassins. Elle est mise en service vers 1950 lors du prolongement de la ligne jusqu'à Bobo-Dioulasso.

## Situation ferroviaire
Établie à environ 360 mètres d'altitude, la gare de Maro est située au point kilométrique (PK) 868 de la ligne d'Abidjan à Ouagadougou, entre la gare de Dorossiamasso et la gare de Béréba.

## Histoire
La gare de Maro, en Haute-Volta, est créée à la suite de l'exploitation du tronçon allant de Bobo-Dioulasso à Béréba (puis vers Ouagadougou) construit à partir de 1946 jusqu'en 1954. Elle est réalisée, comme la ligne ferroviaire, à la suite d'un appel d'offres remporté par des entreprises de la Côte d'Ivoire contrairement aux infrastructures situées avant Bobo-Dioulasso qui avaient été construites par le Génie militaire français.